# Fernando Fernández Martín
Fernando Manuel Fernández Martín (Santa Cruz de La Palma, La Palma, 29 de mayo de 1943) es un médico y político español. Fue Presidente del Gobierno de Canarias desde el 4 de agosto de 1987
hasta el 4 de enero de 1989.

## Biografía
Nació en La Palma en 1943, licenciándose en Medicina y Cirugía por la Universidad de Navarra en 1965. Así mismo, posee diplomados en Neurología (Barcelona, 1966; París, 1967), una especialización en  Neurología y Neurofisiología Clínica en  la Universidad de Navarra y un Doctorado en Medicina y Cirugía por la Universidad de La Laguna (Islas Canarias).
Se ha desempeñado como profesor asociado de Neurología en la Universidad de Navarra, Profesor adjunto de Patología Médica de la Universidad de La Laguna, profesor titular de Neurología en esta misma universidad y como Jefe del Servicio de Neurología del Hospital Universitario de Canarias, en Tenerife. Fue Médico fundador del Hospital Universitario de Canarias y uno de los 3 médicos que comenzó a prestar servicios asistenciales en el mismo, el 17 de julio de 1971. Además, fue corredor de pruebas automovilísticas, donde obtuvo numerosos trofeos como vencedor de Rallys y pruebas de velocidad, en las Islas Canarias y en el Circuito del Jarama, en Madrid.
Se incorporó al Centro Democrático y Social (CDS) en 1982, convirtiéndose en su presidente en Canarias al año siguiente, estando en aquel puesto hasta 1990. En el mismo año, 1983, fue electo diputado al Parlamento de Canarias por la circunscripción electoral de la Isla de La Palma. Posteriormente, en 1987 y 1991, fue elegido miembro del Parlamento de Canarias por la circunscripción de Tenerife ocupando el cargo hasta 1994. Siendo diputado propuso que La Palma fuera la sede del Diputado del Común y también defendió la llamada Ley del Cielo de Canarias, requisito indispensable para que fuera instalado en la Isla de La Palma el Observatorio del Roque de los Muchachos, el mayor y mejor dotado observatorio meteorológico del hemisferio Norte, tras la firma de un consorcio internacional con otros países europeos.
El 30 de julio de 1987, tras un polémico discurso en el que explica querer afianzar la idea regional en detrimento del sentimiento de pertenencia isleña, y fue investido a la edad de 44 años como Presidente del Gobierno de Canarias al haber obtenido 31 votos favorables, es decir, la mayoría absoluta exacta. Durante su administración gobernó en coalición con los Reagrupamientos Independientes de Canarias (AIC) y la Alianza Popular (AP), contando también con el apoyo del Grupo Independiente El Hierro (AHI), y fue el único jefe de gobierno regional afiliado al CDS. Durante su presidencia trabajó por integrar la región a la Unión Europea, en colaboración  con los presidentes de Azores y Madeira, ayudando en la creación de las Regiones Ultra Periféricas (RUP) de la Unión Europea. Así mismo, en la Isla de La Palma se asfaltó la carretera de la Cumbre, se concluyeron las obras de acondicionamiento y adaptación para el baño de la actual Playa de Bajamar y se terminó e inauguró actual Estación de Guaguas de Los Llanos de Aridane.
Ocupó el cargo de Presidente hasta el 9 de enero de 1989, cuando, tras perder una cuestión de confianza, fue sustituido por su vicepresidente Lorenzo Olarte. La cuestión de confianza había sido propuesta debido a desacuerdos en la política universitaria canaria con la coalición de Gobierno; aunque surgió la posibilidad de que Fernández creará un nuevo gobierno, él se negó.
En 1991 fue elegido presidente del Grupo Parlamentario en Canarias del Partido Popular, así como fue miembro  del Comité Ejecutivo Regional del PP (Canarias, 1991-2004) y miembro de su Junta Directiva Nacional (1994-2009).
Fue elegido Miembro del Parlamento Europeo (MEP) en representación del Reino de España, en 1994. Como Diputado al Parlamento Europeo por el PP, fue Portavoz del Partido Popular Europeo en la Comisión de Política Regional(1994-1999),  Vicepresidente de la Comisión de Desarrollo (1999-2009), Miembro de la Asamblea Paritaria ACP-UE (África-Caribe-Pacífico/Unión Europea (1994-2004), Miembro de la Delegación del Parlamento Europeo para sus relaciones con América Latina, Vicepresidente de la Delegación del Parlamento Europeo para las relaciones con América del Sur-Mercosur (2001-2004), Miembro de las Delegaciones del Parlamento Europeo para la negociación del Tratado de Cooperación y Libre Comercio con Chile. Como tal, asistió a la firma del mismo en el Congreso de este país en Valparaíso.  Presidente de la Delegación "ad hoc" del Parlamento Europeo para Venezuela (2003) y para Bolivia (2004) y miembro de observación electoral del Parlamento Europeo en diversos procesos electorales en África y América Latina. Tras dejar el Parlamento Europeo, se retiró de la política. Desde entonces, publica numerosos artículos en la prensa española, especialmente en la de las Islas Canarias y es comentarista habitual en medios de comunicación en radio y televisión. 
Ha recibido el Collar de la Orden de las Islas Canarias, la [Medallas de Oro de las Cortes Generales |Medalla del Senado de España]] y otras condecoraciones nacionales y extranjeras.
Es radiaficionado con indicativo EA8AK, habiendo sido Presidente de la Unión de Radioaficionados Españoles, poseedor de la Medalla al Mérito de laa Telecomunicaciones, varias veces campeón del mundo del CQ WW hasta en 13 ocasiones, en diversos modos y categorías, el concurso de radioaficionados con mayor prestigio del mundo. Goza de un alto prestigio en la comunidad internacional de radioaficionados. En diciembre de 2007 recibió por unanimidad de su Asamblea General, el título de Asociado de Honor de la Unión de Radioaficionados Españoles (U.R.E.). En 2008 fue elegido para el "CQ Amateur Radio Hall of Fame". En octubre de 2009, recibió Medalla de la IARU (International Amateur Radio Union) por su contribución al reconocimiento de la radioafición en el espectro de frecuencias, del llamado Libro Verde de la UIT ( Unión Internacional de Telecomunicaciones), con sede en Ginebra, Suiza. En junio de 2013, recibió la Copa DeSoto (DeSoto Cup) concedida por la American Radio Relay League (A.R.R.L) al obtener la máxima puntuación en el llamado DXCC CHALLENGE, el máximo trofeo concedido por la A.R.R.L., título que ha conservado desde entonces ininterrumpidamente hasta la actualidad (2023) (See ARRL.org.)

## Obras
- Canarias a mitad de camino (1991)
- La Europa que yo veo (1996)
- Por la senda europea (1999)
- Islas y Regiones ultraperiféricas de la Unión Europea (2000)
- De Canarias a la Unión Europea (2002)
- Las caras de la pobreza (2005)
- Crónicas de América Latina (2005).

+ "Autonomía, Si, Pero así, no"  (2021).